# Contea di Georgetown
La contea di Georgetown (in inglese Georgetown County) è una contea dello Stato della Carolina del Sud, negli Stati Uniti. La popolazione al censimento del 2000 era di 55 797 abitanti. Il capoluogo di contea è Georgetown. Si trova nell'area metropolitana di Myrtle Beach.

## Geografia
La contea si trova nel nord-est dello Stato e si affaccia sull'Oceano Atlantico. Il fiume Great Pee Dee forma il confine nord-est e il Santee iil confine sud. La contea comprende parte delle Sea Islands.

### Contee confinanti
- Contea di Marion  - nord
- Contea di Horry - nord
- Contea di Charleston - sud
- Contea di Berkeley - sud-ovest
- Contea di Williamsburg - ovest

## Storia
La regione era abitata da nativi Winyah. La contea fu istituita nel 1785 e fu  chiamata così in onore di Giorgio III del Regno Unito.

## Comuni
L'unica city è Georgetown, il capoluogo.

### Towns
- Andrews
- Pawleys Island

### Census-designated places
- Murrells Inlet
- Garden City